# Lunes tormentoso
Lunes tormentoso (Stormy Monday) es una película británica de 1988 que supuso el debut del director Mike Figgis. La película está protagonizada por Sean Bean, Tommy Lee Jones, Sting y Melanie Griffith. 

## Argumento
Brendan trabaja como portero en un club de jazz, pero el negocio está en peligro debido a las presiones de un mafioso estadounidense, que pretende comprar el local.
- Datos: Q1574008